# Husmandshus fra Dyndved, Als (Frilandsmuseet)
I forbindelse med Frilandsmuseets hus fra Dyndved er genopført en hjelm fra Stevning på Nordals for at vise en kraftigt bindingsværkskonstruktion og en anden form for lade. En hjelm er en staklade til opbevaring af det utærskede korn. Den sønderjyske hjelm var oftest en seks fags bygning med høje, træklædte vægge og stejle tagflader tækket med strå. Der var gennemkørselsport i de to midterfag og laderum i yderfagene. Hjelmene var bygget fritliggende og har hørt til både større og mindre landbrug. 
Gårdene i disse egne havde i gammel tid en dominerende hovedlænge, der rummede stuehus og stald i forlængelse af hinanden, og ofte er der ved staldenden desuden et par laderum. Senere kom flere udhuse og ladebygninger, da der skulle skaffes plads til de stigende høstudbytter. Den første udvidelse synes at være sket netop ved bygning af hjelmene til opbevaring af korn. 
Frilandsmuseets hjelm kommer fra landsbyen Stevning på Nordals og hørte til en af byens større gårde. Den blev opmålt og hjemtaget i 1942, men stod først genopført på Frilandsmuseet i 1990. I stedet for den store gård fra Stevning står hjelmen sammen med et mere beskedent, enlænget bolsted fra nabobyen Dyndved.  

## Bygningen
Hjelmen er en stor og høj bygning med kraftigt og rigeligt tømmer og imponerende dimensioner, som afspejler nem adgang til træ. Den er på seks fag, men de to nordligste fag er gjort smallere end de øvrige, sandsynligvis på grund af en nærliggende dam på hjemstedet. Bindingsværksvæggene er mere end tre meter høje, men stadig kun med to tavl i højden. Stolperne er med få undtagelser af eg, som er delt i fire og har de bomkantede sider indefter. Stolperne står direkte på syldstenene. Der er i alt 72 skråbånd, og alt er tapsamlet og sikret med én eller to nagler. Flere steder er de krumtvoksede grene skåret en gang igennem og anvendt til to ensartede skråbånd, der har kunnet anbringes symmetrisk. Det lange tømmer til remme, bjælker og spær er, med få undtagelser, af fyr. Husets fire vandrette bjælker hviler på tagremmene og holdes på plads af stolpetappene, der er ført igennem remmene. Spærene er ved tagryggen tappet sammen og forneden tappet i bjælkernes oversider. Spærene er støttet af hanebånd og afstivet med stormlægter. Tækkematerialet er rughalm, og der er mønnet med tang fastholdt af kragetræer. Hjelmen er beklædt med lodrette brædder, sømmet fast med smedede søm.  Østsidens portåbning kan ikke lukkes, men på vestsiden er der en port med fire fløje, som kan sikres med en bom. Hjelmen har været meget velegnet til opbevaring af korn, da der var god udluftning i hele bygningen. 
Ill: nærbillede af tømmerkonstruktion
Man har kendskab til omkring 10 hjelme på Als, som dog alle er forsvundet nu. Hjelmen fra Stevning er den eneste med bræddeklædt gavl, de øvrige hjelme havde afvalmede og næsten lodrettede stråtækte gavle. Ydervæggene var meget ens, mens tværvæggene flere steder kun havde én stolpe i midten og lange skråstivere. Et fælles træk for alle hjelmene var stolpernes anbringelse direkte på syldstenene og den høje placering af syldstykkerne.